# Alexander Shulgin
Alexander "Sasha" Shulgin, född 17 juni 1925 i Berkeley, Kalifornien, död 2 juni 2014 i Lafayette, Kalifornien, var en amerikansk kemist, farmakolog och författare av rysk härkomst.
Han är mest känd för att ha återupptäckt MDMA och senare dokumenterat dess psykoaktiva effekter; ibland tillskrivs han även populariseringen av MDMA som rekreationell drog under namnet Ecstasy, men det användes redan rekreationellt över fem år innan Shulgin själv upplevde dess effekter.
Under 50-talets andra halva fick Shulgin pröva Meskalin – den huvudsakliga psykoaktiva komponenten i Peyote – vilket fick honom att börja studera psykedeliska droger. Under åren upptäckte han över 230 psykoaktiva substanser – bland annat 2C-B, 2C-I, 2C-E, 2C-T-2, DOB och DOM – vars synteser och effekter dokumenterades i böckerna PiHKAL och TiHKAL (Phenethylamines/Tryptamines I Have Known And Loved) av Shulgin och hans fru Ann Shulgin.